# فينيزا يوسبيو
فينيزا يوسبيو (بالبرتغالية: Fineza Eusébio) مواليد 18 يوليو 1990 في لواندا، هي لاعبة كرة سلة أنغولية. بدأت مسيرتها الاحترافية في سنة 2006. وتحمل الرقم 4. مثلت منتخب بلادها. شاركت في دورة الألعاب الأولمبية الصيفية سنة 2012. حققت المركز الأول في بطولة أمم أفريقيا لكرة السلة للسيدات 2011.

## سجل المنافسة
شاركت في المنافسات التالية:
- الألعاب الأولمبية الصيفية 2012
- كأس العالم لكرة السلة للسيدات 2014
- بطولة أمم أفريقيا لكرة السلة للسيدات 2011
- بطولة أمم أفريقيا لكرة السلة للسيدات 2013

## الميداليات
| الميدالية | المسابقة                                  |
| --------- | ----------------------------------------- |
| ذهبية     | بطولة أمم أفريقيا لكرة السلة للسيدات 2011 |
| ذهبية     | بطولة أمم أفريقيا لكرة السلة للسيدات 2013 |
| برونزية   | بطولة أمم أفريقيا لكرة السلة للسيدات 2009 |

## روابط خارجية
- فينيزا يوسبيو على موقع الاتحاد الدولي لكرة السلة (الإنجليزية)
- فينيزا يوسبيو على موقع كرة السلة الأوروبية.كوم (الإنجليزية)
- فينيزا يوسبيو على موقع بروبوليرز (الإنجليزية)
- فينيزا يوسبيو على موقع سبورتس رفرنس (الإنجليزية)
- فينيزا يوسبيو على موقع اللجنة الأولمبية الدولية (الإنجليزية)
- فينيزا يوسبيو على موقع أوليمبيديا (الإنجليزية)